# Wasmannia
Wasmannia  (лат.) — род мелких муравьёв трибы Attini, среди которых и Малый огненный муравей, широко известный, как опасный инвазивный вид, расселившийся по всему миру.

## Описание
Мелкие муравьи длиной около 1—2 мм (самки крупнее, до 4 мм), желтовато-коричневой окраски. Лобные кили развиты, идут назад за линию глаз, почти до затылочного края. Проподеум с парой длинных шипиков. В глазах более 10 фасеток. В жвалах 5 и менее зубчиков. Усики самок и рабочих 11-члениковые, булава из 2 члеников (усики самцов состоят из 13 сегментов, булава не развита). Нижнечелюстные щупики 3-члениковые, нижнегубные щупики состоят из 2 сегментов. Стебелёк между грудкой и брюшком состоит из двух члеников: петиолюса и постпетиолюса (последний четко отделен от брюшка), жало развито, куколки голые (без кокона). Род был впервые выделен в 1893 году швейцарским мирмекологом Огюстом Форелем.

## Классификация
Род включает около 10 видов, с 2015 года включён в состав трибы Attini (ранее в Blepharidattini).
- Wasmannia affinis Santschi, 1929
- Wasmannia auropunctata (Roger, 1863)
- Wasmannia iheringi Forel, 1908
- Wasmannia longiseta Cuezzo and Calcaterra, 2015[3]
- Wasmannia lutzi Forel, 1908
- Wasmannia rochai Forel, 1912
- Wasmannia scrobifera Kempf, 1961
- Wasmannia sigmoidea (Mayr, 1884)
- Wasmannia sulcaticeps  Emery, 1894
- Wasmannia villosa Emery, 1894
- Wasmannia williamsoni Kusnezov, 1952